# Europa Lander (NASA)

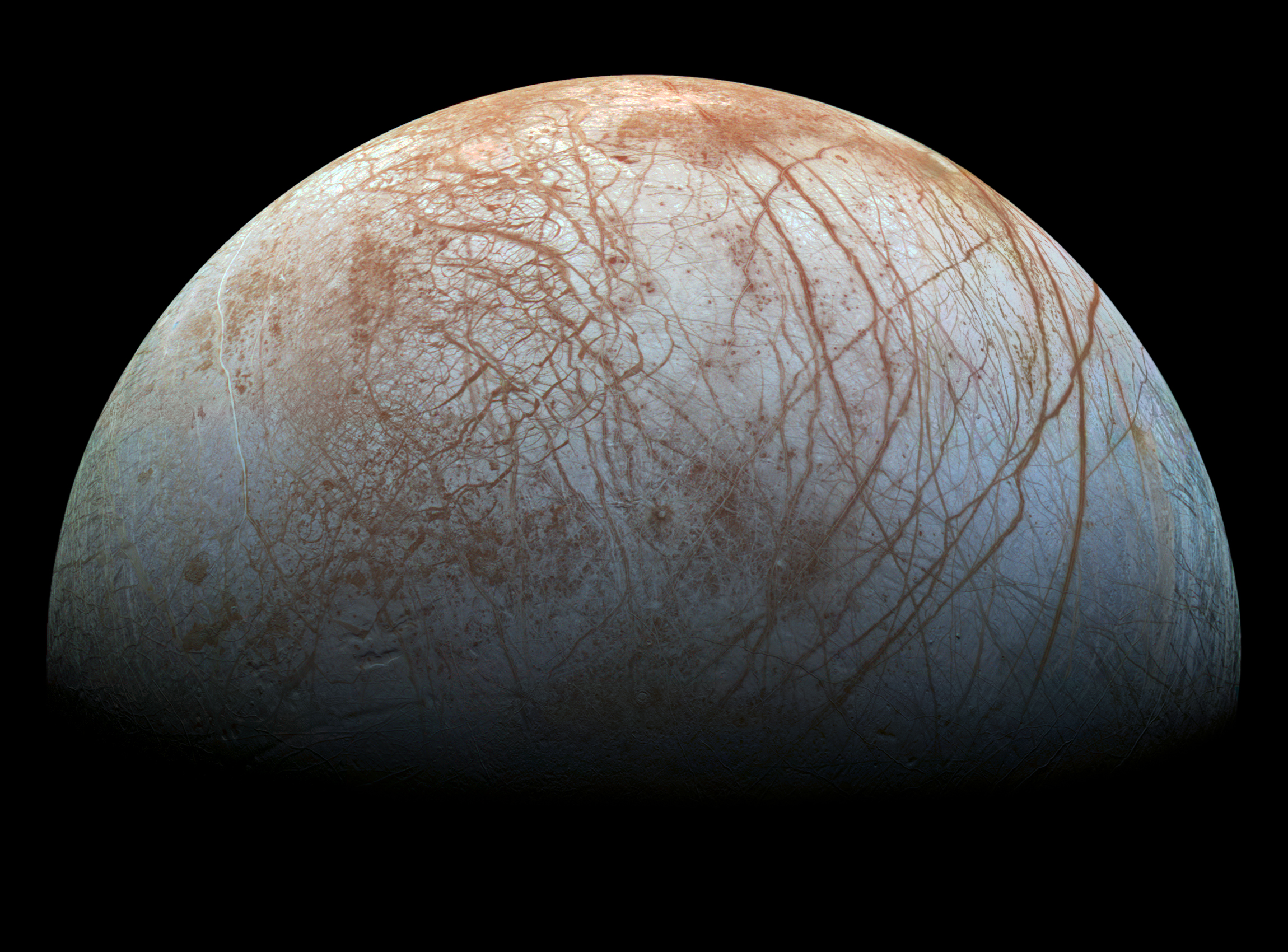
Månen Europa

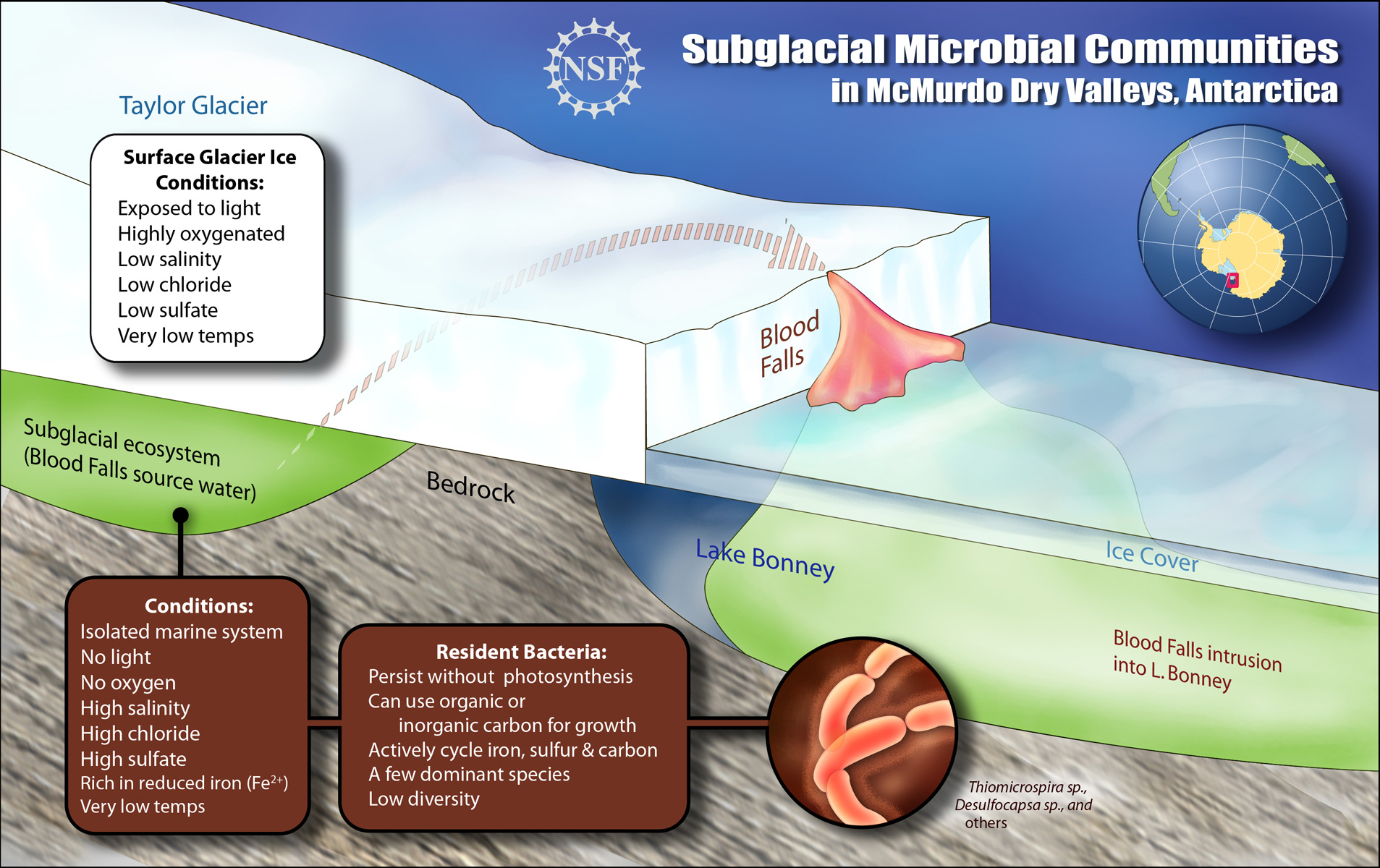
På jorden överlever mikrobiella samhällen vid i kallt mörker utan syre och lever i saltvatten under Taylor Glacier, men kommer ut på denna plats i Antarktis. Den röda färgen kommer från upplöst järn.

Europa Lander är ett föreslaget astrobiologiuppdragskoncept av NASA till Europa, en isande måne till Jupiter. Om det finansieras och utvecklas som ett flaggskeppsuppdrag skulle det sjösättas 2025 och komplettera studierna från Europa Clipper orbiteruppdraget och utföra analyser på plats med hjälp av en farkost som landar på Europa. 
Målet med uppdraget är att söka efter biosignaturer cirka 10 centimeter under marken, att karakterisera sammansättningen av material som inte är is och finns nära ytan och fastställa närheten till flytande vatten och nyligen utgrävt material nära landarens plats. 